# Oahoaivi
Oahoaivi är en kulle i Finland.   Den ligger i den ekonomiska regionen Norra Lappland och landskapet Lappland, i den norra delen av landet, 900 km norr om huvudstaden Helsingfors. Toppen på Oahoaivi är 471 meter över havet, eller 73 meter över den omgivande terrängen. Bredden vid basen är 1,6 km.
Terrängen runt Oahoaivi är platt åt sydost, men åt nordväst är den kuperad.  Trakten runt Oahoaivi är nära nog obefolkad, med mindre än två invånare per kvadratkilometer. Det finns inga samhällen i närheten. Omgivningarna runt Oahoaivi är i huvudsak ett öppet busklandskap.